# 洛拉盖自由城
洛拉盖自由城（法語：Villefranche-de-Lauragais，法語發音：[vilfʁɑ̃ʃ də loʁaɡɛ]），法国西南部城市，奥克西塔尼大区上加龙省的一个市镇，隶属于图卢兹区，其市镇面积为10.35平方公里，2022年1月1日时人口数量为5,054人，在法国城市中排名第2,366位。
洛拉盖自由城位于上加龙省东部，洛拉盖地区腹地，是一个区域性的中心城市，波尔多－塞特铁路由此通过。

## 地名来源
“洛拉盖”是一个传统区域，其名称来源于拉丁语单词“laborare”，意为“耕作”；“自由城”是一个法国常见的地名后缀，与其历史上的自由通行或贸易有关。
洛拉盖自由城位于法国奥克语区，其奥克语名称为“Vilafranca de Lauragués”。

## 历史
洛拉盖自由城建成于13世纪70年代，由图卢兹伯爵普瓦捷的阿尔方斯创建，“自由城”即“可以自由往来贸易”。英法百年战争初期，洛拉盖自由城被英格兰军队占领。中世纪末，洛拉盖自由城逐渐发展成为这一区域的重要商业集镇。法国大革命后，洛拉盖自由城成为上加龙省的一个市镇，并自1800至1926年间为该省的一个副省会。工业革命期间，途径此地的波尔多－塞特铁路建成运营。二战后，随着图卢兹的城市扩张及通勤列车的运营，洛拉盖自由城人口数量逐年上升。

## 地理

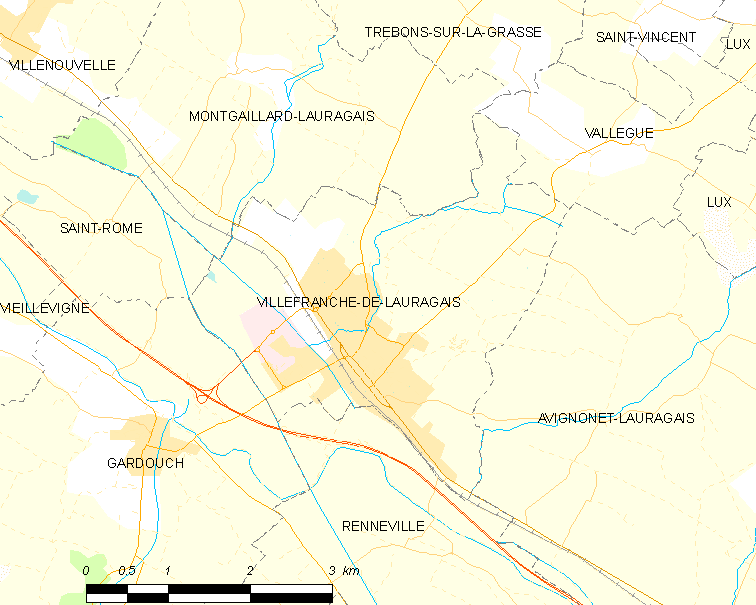
洛拉盖自由城市镇范围地图

洛拉盖自由城位于法国西南部，奥克西塔尼大区西部和上加龙省东部，距离省会图卢兹大约36公里。与洛拉盖自由城接壤的市镇包括：蒙加亚尔洛拉盖、阿维尼奥内洛拉盖、加尔杜什、雷讷维尔、圣罗姆、瓦莱格。

### 地形
洛拉盖自由城位于洛拉盖平原腹地，境内以平原为主，市镇中心地势较为平坦，北部略有起伏，全境海拔在168到256米之间。

### 水文
马雷斯河自东南向西北流经境内，该河属于加龙河的水系。

### 植被
洛拉盖自由城属于温带阔叶混交林区，林地散落分布于市镇范围内的多个区域。
在鲜花城市的评比中，洛拉盖自由城暂未被评级。

### 气候
洛拉盖自由城在柯本气候分类法中属于带有温带海洋性气候特征的地中海气候。

## 行政区划
洛拉盖自由城是法国奥克西塔尼大区上加龙省的一个市镇，编号为31582。洛拉盖自由城隶属于图卢兹区以及上加龙省第十选区，管理洛拉盖自由城县，同时也是洛拉盖土地市镇公共社区的办公驻地。
法国国家统计与经济研究所（简称）在进行数据统计时，将包括洛拉盖自由城在内的周边共452个市镇划为图卢兹城市区。自2020年起，图卢兹城市区被包含527个市镇的图卢兹城市辐射区代替。此外，还将洛拉盖自由城市镇整体看作一个“块区”（IRIS）。

## 交通

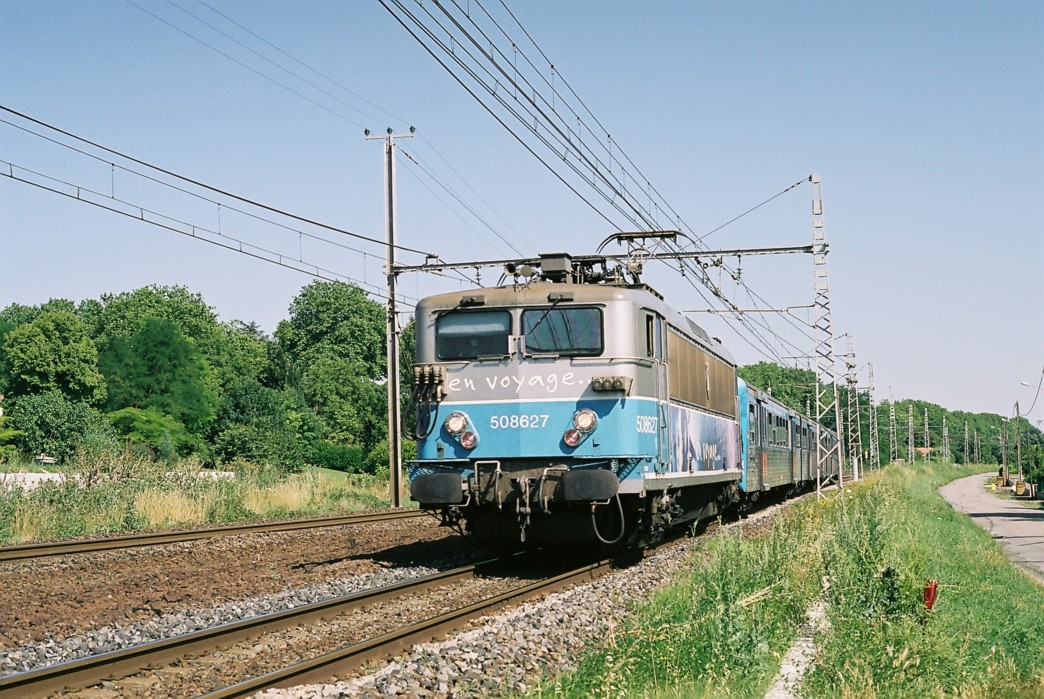
途径洛拉盖自由城的一列区域列车

### 公路
A61高速公路的20号出入口直通洛拉盖自由城市中心，此外多条上加龙省省道在洛拉盖自由城境内交汇。奥克西塔尼大区下属的城际客运提供巴士线路，可前往周边部分市镇等地。。
2017年，77.7%的洛拉盖自由城家庭拥有至少一辆私人汽车。2019年，洛拉盖自由城境内共发生各类交通事故1起，造成1人遇难。

### 铁路
洛拉盖自由城位于波尔多－塞特铁路上。洛拉盖自由城站位于市区西部，停靠往返于图卢兹和卡尔卡松一线的区域列车。

### 航空
距离洛拉盖自由城最近的民用航空站为图卢兹-布拉尼亚克机场，距离洛拉盖自由城市中心的公路里程约45公里。

### 城市公共交通
截至2021年8月，洛拉盖自由城暂无城市公共交通系统。

## 政治
洛拉盖自由城的现任市长为贝尔纳·巴尔茹先生（Bernard Barjou），他是一名左翼无党派人士，在2020年的市政选举中获得了52.95%的支持率。
在2017年的法国总统大选中，法国第25任总统埃马纽埃尔·马克龙在洛拉盖自由城获得了67.01%的支持率。

## 人口
2018年，洛拉盖自由城市镇人口数量为4,662，在法国排名第2,366位。其中男性2,119人，女性2,400人，75岁及以上人口占9.0%，外籍人口数量为816人，人口密度为450人/平方公里，当地居民被称为（男性）或（女性）。2019年，洛拉盖自由城境内出生52人，死亡人口58人。
| 年份   | 1936  | 1946  | 1954  | 1962  | 1968  | 1975  | 1982  | 1990  | 1999  | 2004  | 2009  | 2014  | 2018  |
| ------ | ----- | ----- | ----- | ----- | ----- | ----- | ----- | ----- | ----- | ----- | ----- | ----- | ----- |
| 人口數 | 2,122 | 2,161 | 2,218 | 2,522 | 2,771 | 2,948 | 3,127 | 3,316 | 3,338 | 3,634 | 4,090 | 4,282 | 4,662 |

## 经济
截止2021年8月，洛拉盖自由城共有各类用人单位（包含自雇）878家，平均历史为15年，其中98.83%为中小型企业（PME）。（大型零售）、（医疗）及（公路客运）是当地2019年营业额最高的三个企业，分别为52,039,902欧元、12,772,026欧元和7,071,476欧元。

## 财政收入
2019年，洛拉盖自由城的财政收入总额为7,019,640欧元，财政支出总额为6,019,580欧元，当年的债务总额为3,865,360欧元。2021年，洛拉盖自由城共获得356,831欧元的国家财政补助，比上一年增加了3.73%。
2017年，洛拉盖自由城的人均月收入总额为2,317欧元，其中高级职员为3,786欧元，低于法国平均水平（4,214欧元）；中级职员为2,278欧元，低于法国平均水平（2,353欧元）；普通职员为1,649欧元，亦低于法国平均水平（1,690欧元）。
2017年，洛拉盖自由城境内的青壮年（15至64岁）失业率为9.1%，当地52.2%的家庭拥有纳税资格，平均纳税2,606欧元，低于法国平均水平（3,888欧元）。

## 社会事务

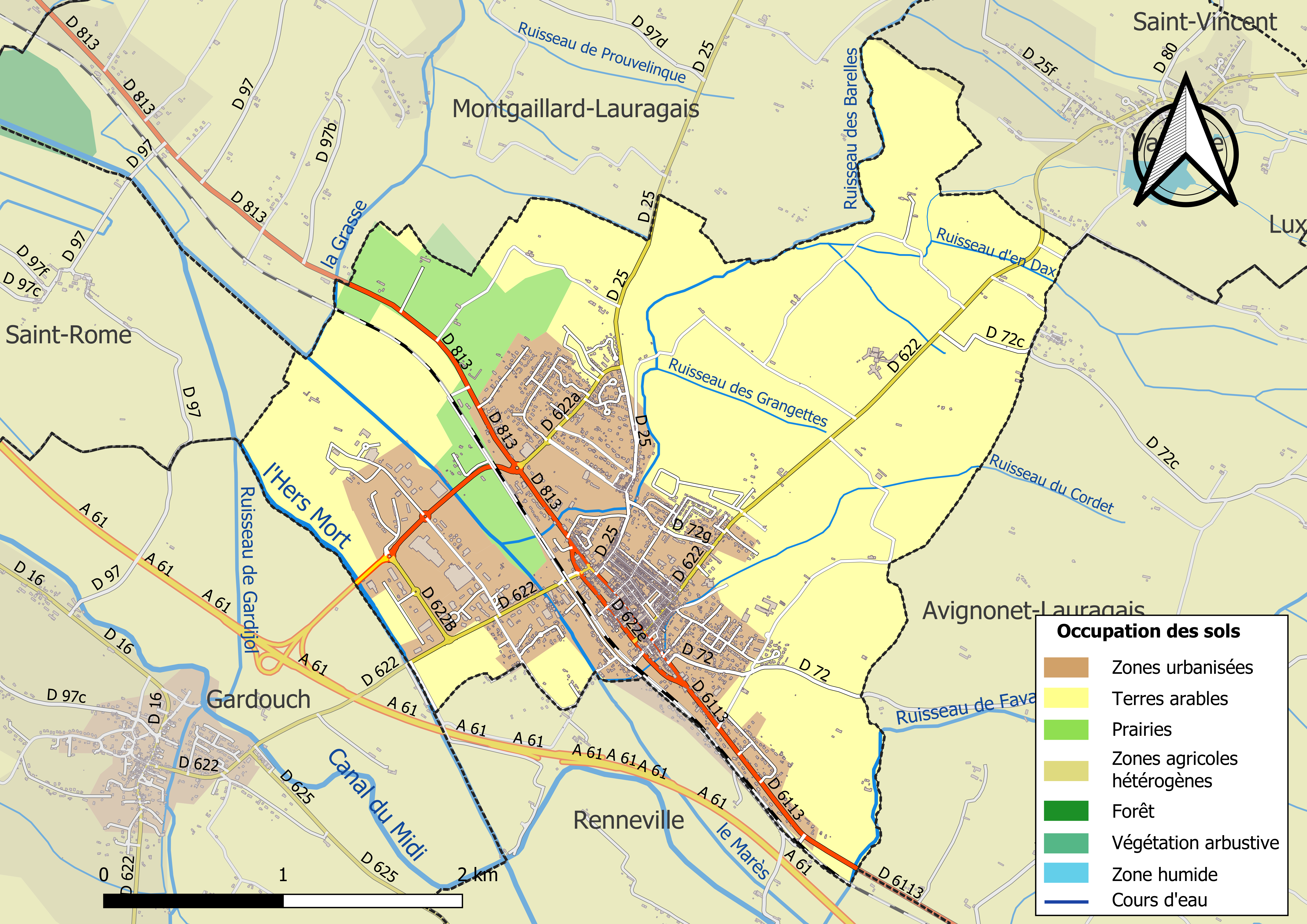
洛拉盖自由城土地利用情况地图

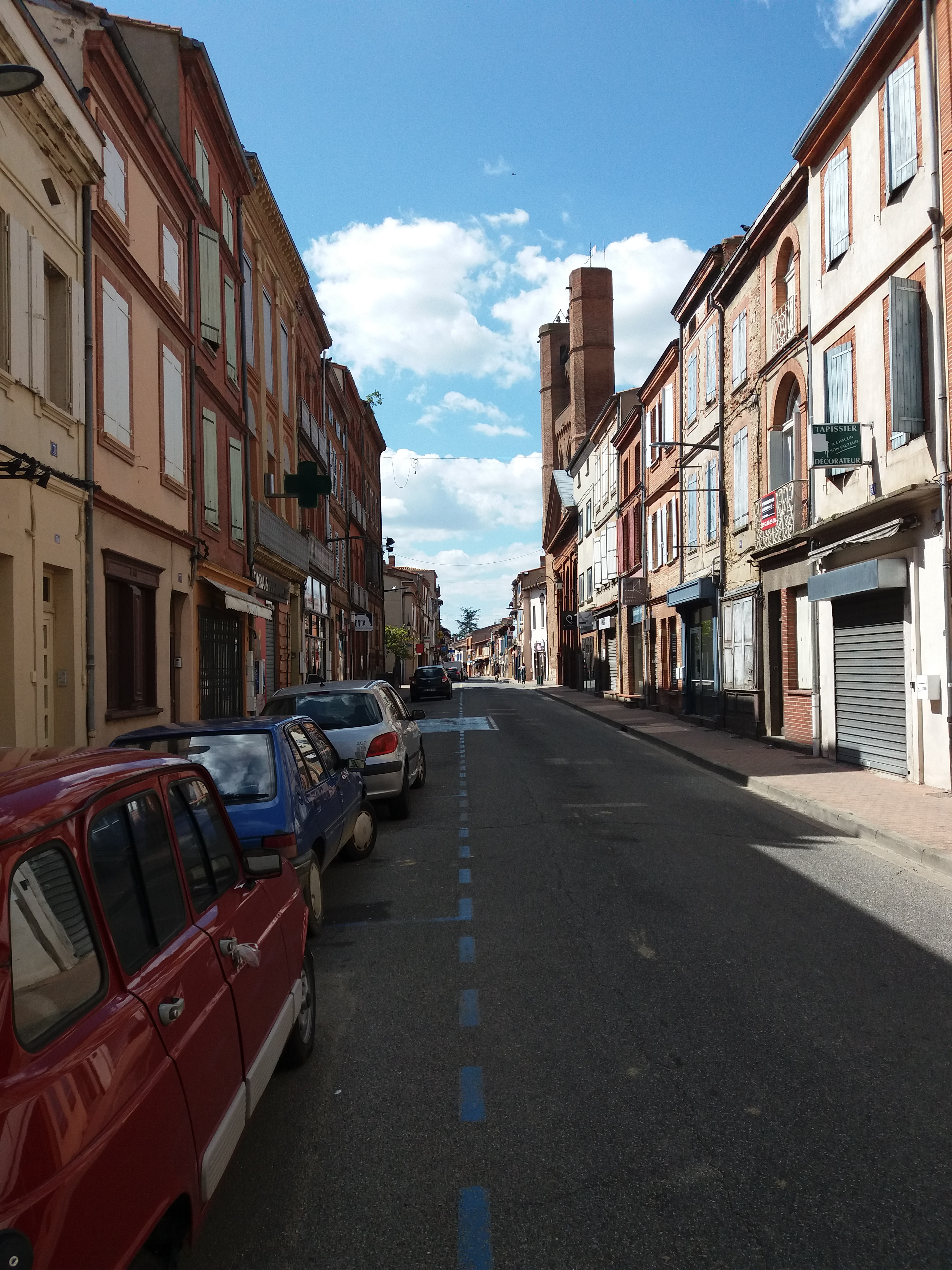
洛拉盖自由城镇中心的共和国街

### 教育
洛拉盖自由城属于图卢兹学区。截止2019年1月1日，洛拉盖自由城境内共有1所幼儿园、3所小学、1所初级中学、1所普通高中。2018至2019学年度，洛拉盖自由城境内共有在校中等教育阶段学生689名。

### 医疗
截止2019年1月1日，洛拉盖自由城境内共有全科医生11名、保健师27名、牙医7名、护士14名、皮肤科医生1名、助产士1名和妇科医生1名。境内共有药房3家、养老院1家、残疾人帮扶中心0家。
洛拉盖自由城有一家私立医疗诊所。距离洛拉盖自由城最近的区域性医疗机构位于勒韦勒。

### 住房
2017年，洛拉盖自由城境内共有各类住房2,213套，其中76.6%为独立式居民区，23.1%为集中式居民区。常住房屋占洛拉盖自由城市镇范围内居民建筑总量的87.9%。
在住房保障政策方面，2017年，洛拉盖自由城境内共有334户家庭获得了住房经济补助，受益人数占总人口数量的7.4%，其中310份为房租补助。

### 商业
2019年，洛拉盖自由城境内共有各类实体商铺185家，其中餐厅19家、大型超市4家、杂货店1家、面包房6家、肉铺5家、书店2家、装饰品店4家、银行门店9家、美容美发店15家、汽车维修店11家。市区西南部建有开放式商业街区，有一家Hyper U超市。

### 体育
2019年，洛拉盖自由城境内共有1家游泳池、1间体育馆、1座综合体育场、3处网球场、1处马术场、1处足球或橄榄球场以及2处篮球或排球场。
截至2021年8月，朋友足球俱乐部（Football Amis Club）是当地唯一的注册足球队，2021至2022赛季参加上加龙省足球联赛。

### 环境
洛拉盖自由城的环境事务由其所属的公共社区负责。2019年，洛拉盖自由城境内共有1家污染企业。

### 治安
2019年，洛拉盖自由城市镇范围内有1处宪兵队。
2014年，洛拉盖自由城及附近地区共发生各类案件6,787起，其中盗窃类案件4,678起，经济类案件748起，毒品交易类案件341起。

## 文化
2019年，洛拉盖自由城境内有1家电影院。洛拉盖自由城市政府提供多媒体中心，向公众全年开放。

### 建筑
洛拉盖自由城境内有多处历史建筑，其中洛拉盖圣母升天教堂是法国国家文物保护单位，也是当地的地标性建筑物。

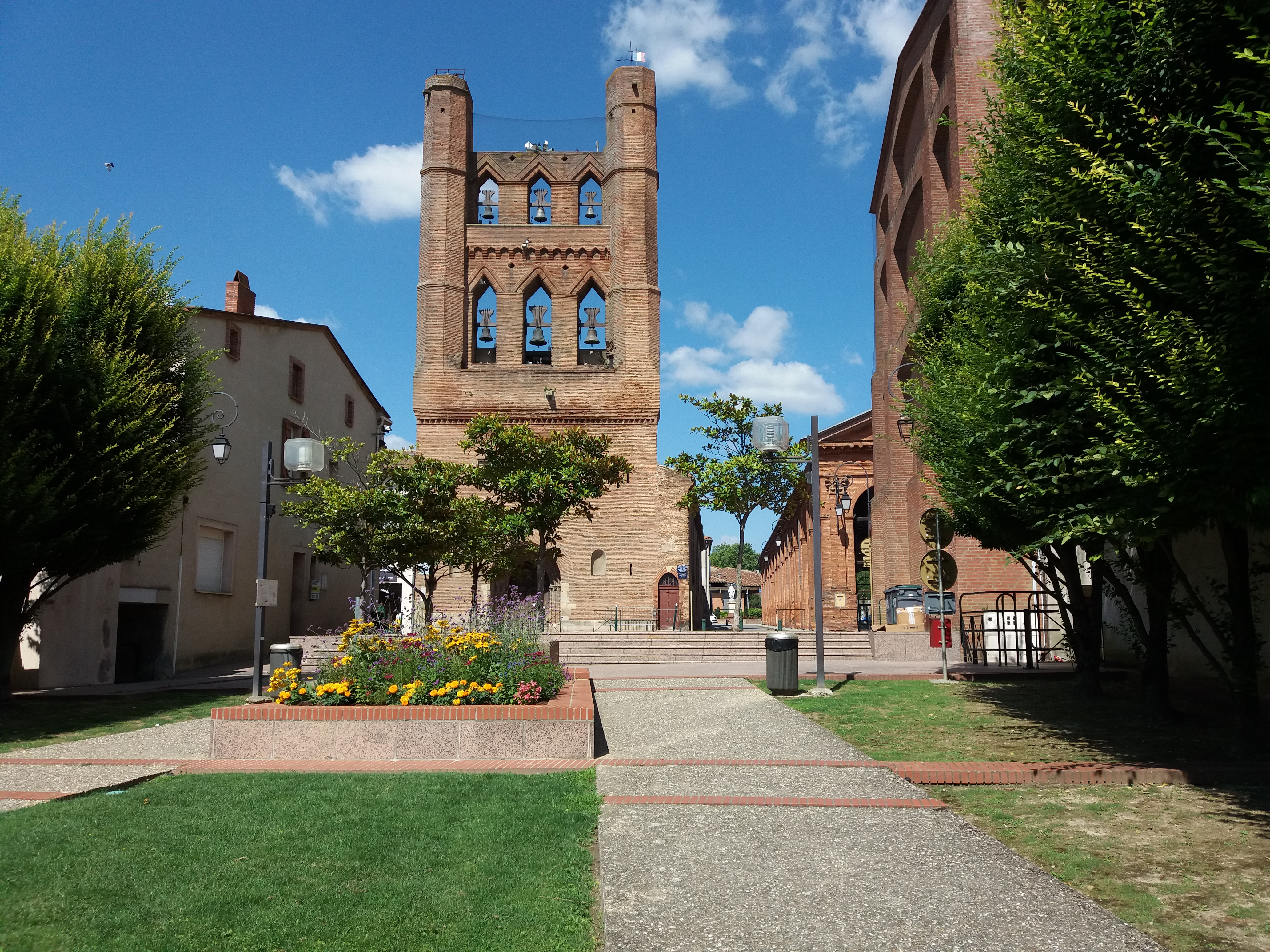
圣母升天教堂（法语：Église Notre-Dame-de-l'Assomption de Villefranche-de-Lauragais）
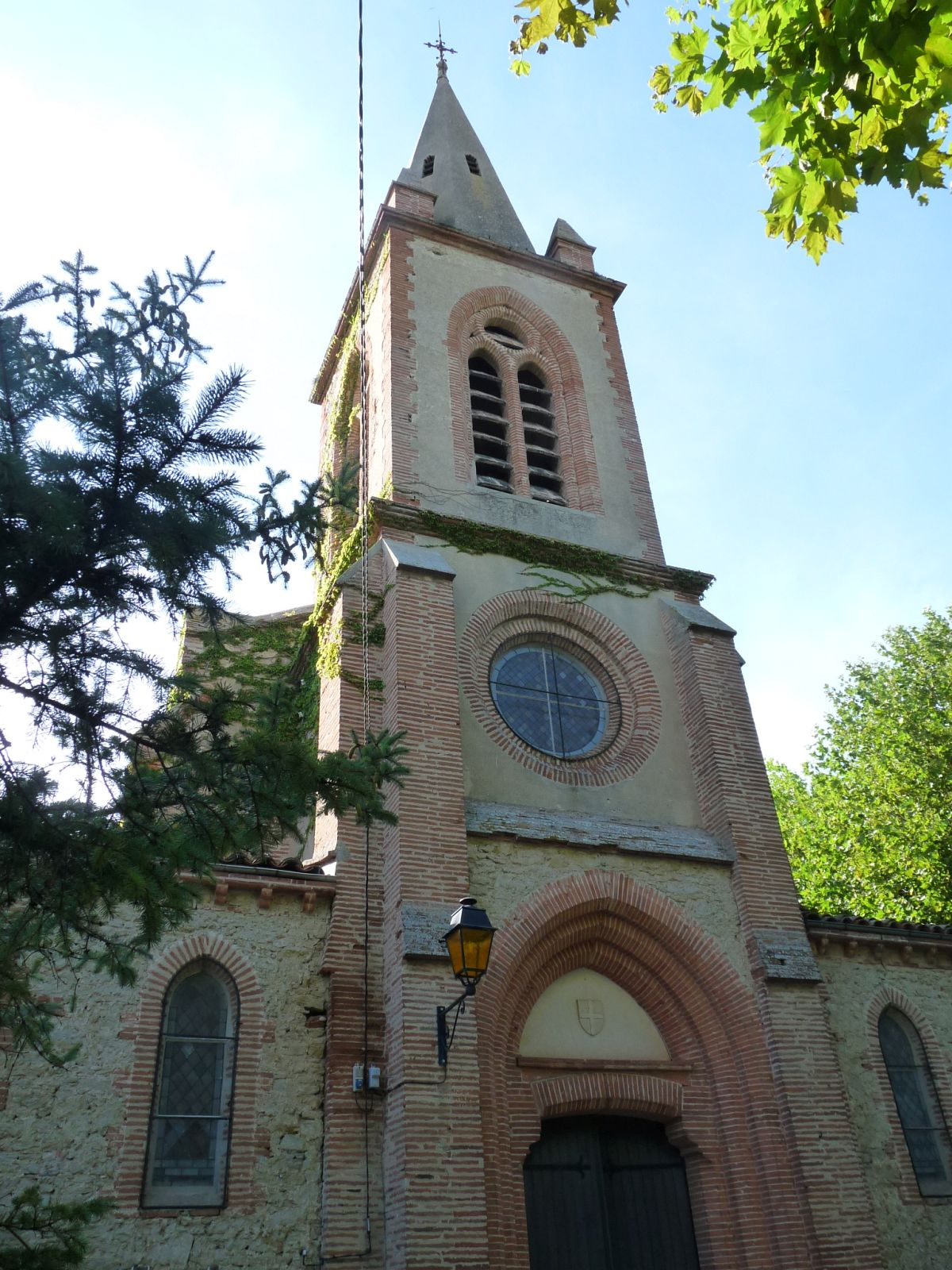
圣阿西斯克尔小教堂
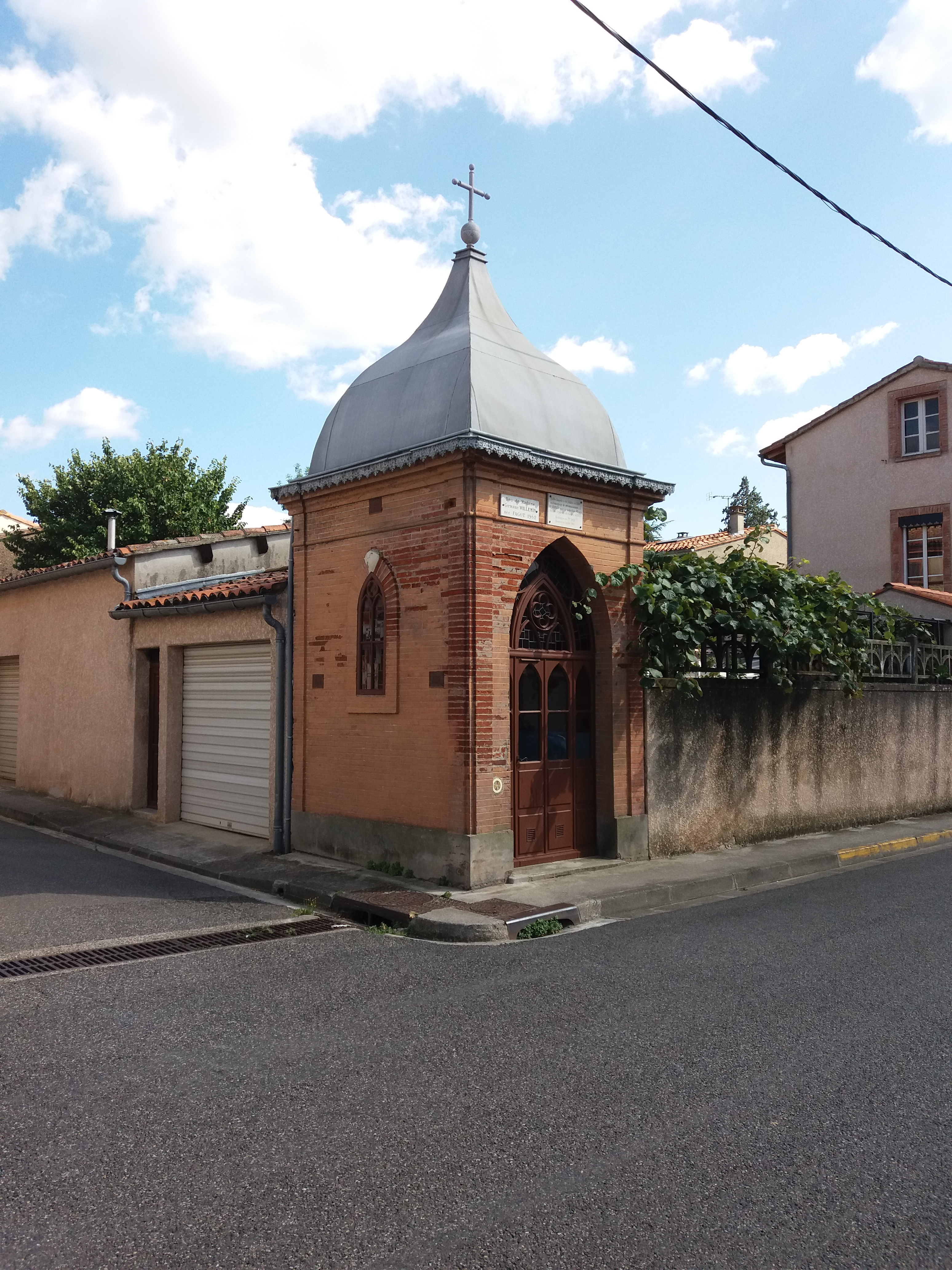
圣日耳曼祷告室
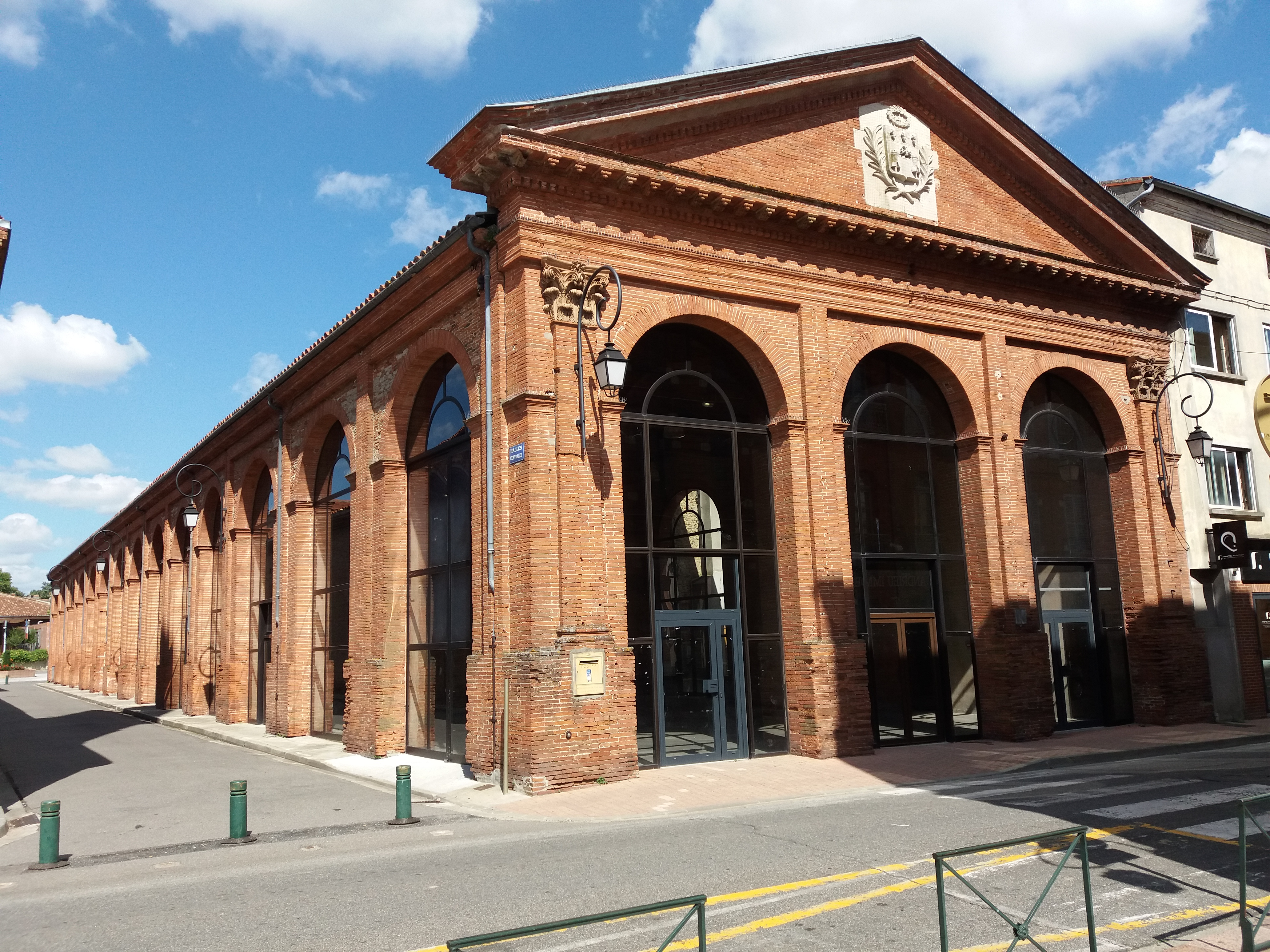
集市大堂
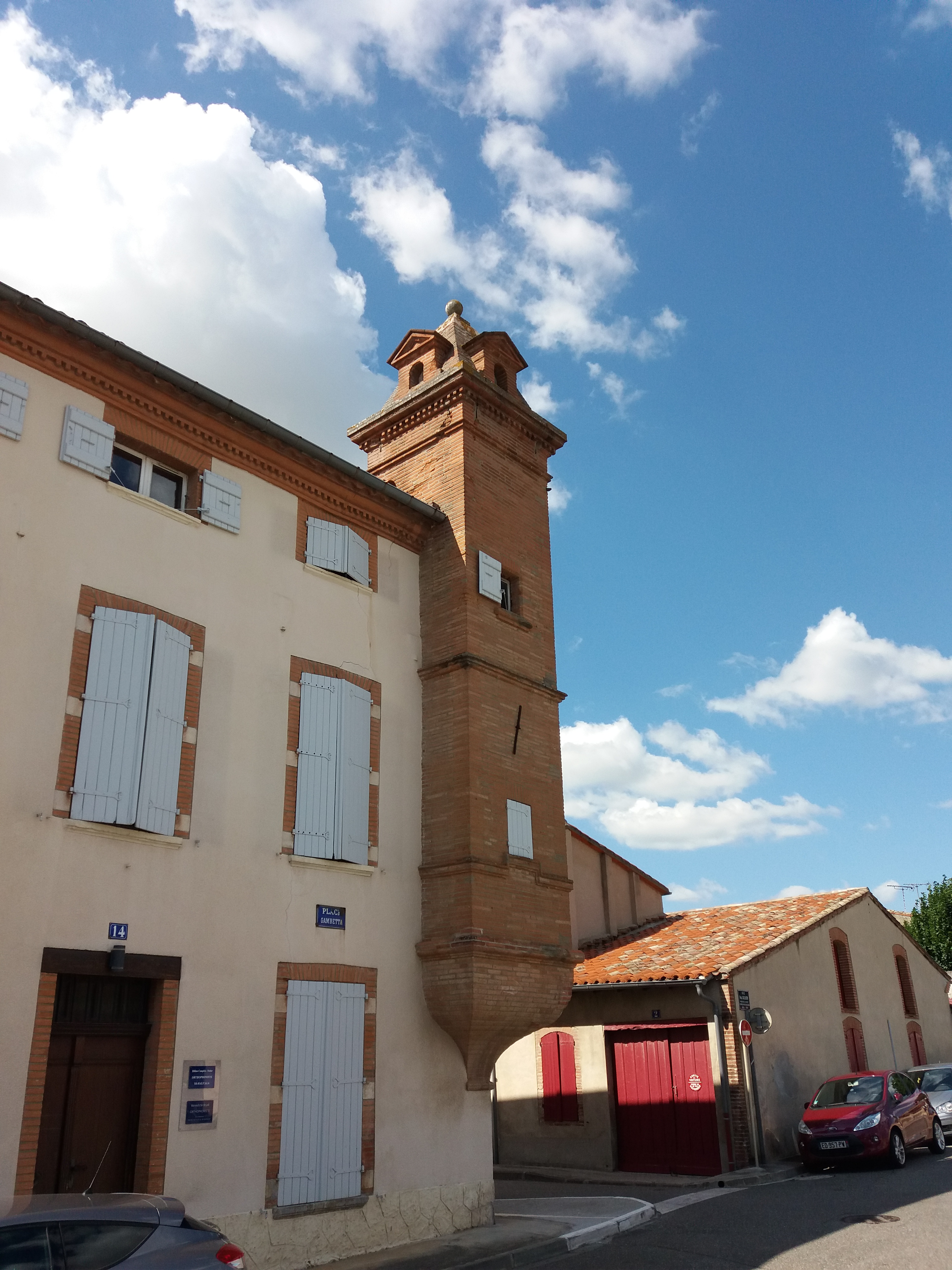
塔楼
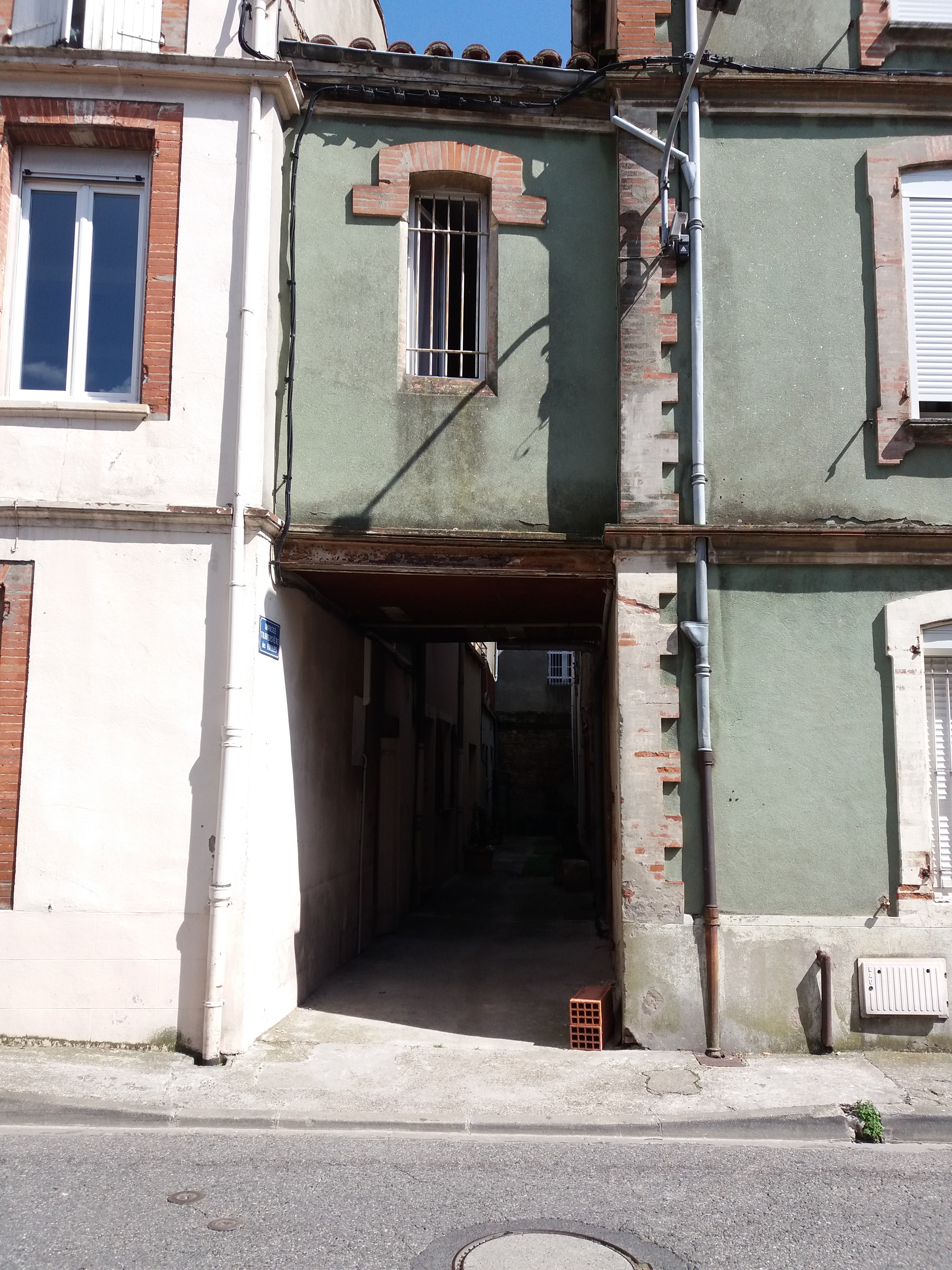
巷道
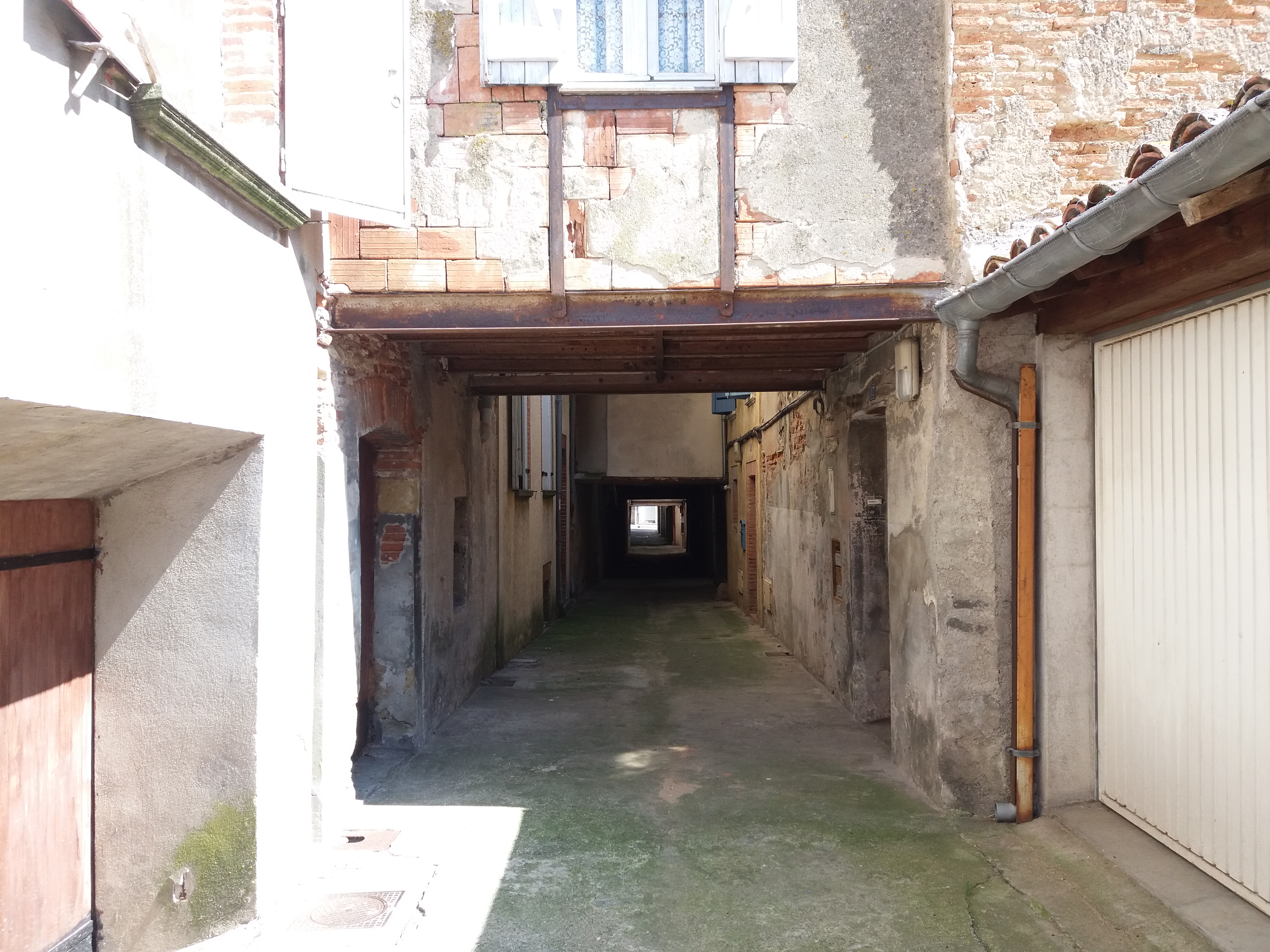
祭司街走廊
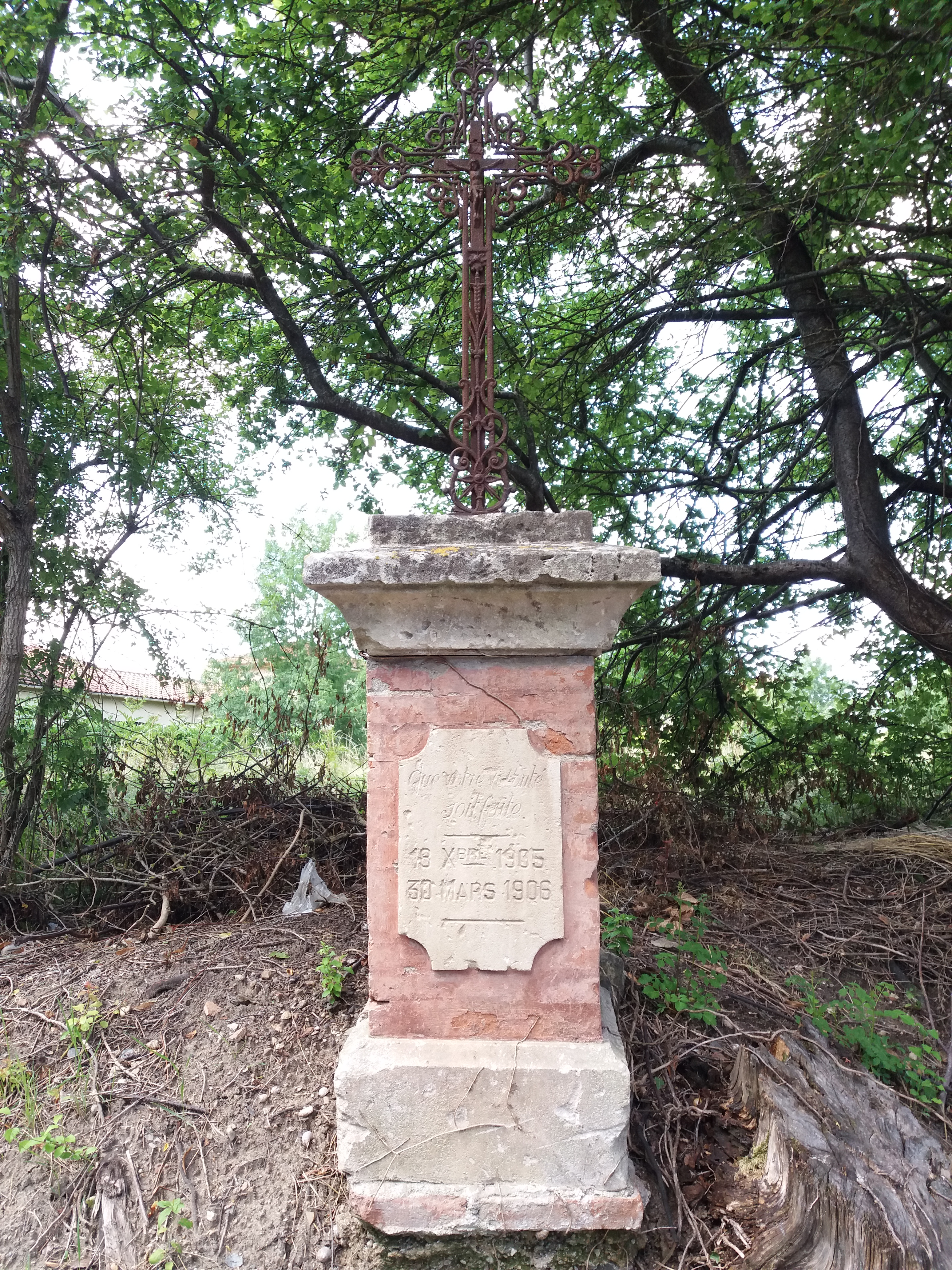
烈士纪念碑

### 旅游
洛拉盖自由城的旅游事务由其所属的公共社区负责。2020年，洛拉盖自由城境内共有2家酒店共计26间房间。

### 媒体
法国主要的媒体均可在洛拉盖自由城接收，法国电视三台下属的奥克西塔尼大区频道在部分时段播出洛拉盖自由城所属区域的地方新闻。

## 友好城市
截至2021年8月，洛拉盖自由城暂未建立任何友好城市关系。